# Fiat Freemont
De Fiat Freemont is een Sports Utility Vehicle (SUV) van het Italiaanse automerk FIAT. In 2011 werd de Freemont aan het publiek voorgesteld op het Autosalon van Genève als opvolger van de Fiat Ulysse. De wagen was grotendeels gebaseerd op de Dodge Journey en werd gebouwd in een Chryslerfabriek in Toluca, Mexico. In 2016 stopte de productie.

## Kenmerken
Toen Fiat een belang in het Amerikaanse Chrysler genomen had, besloot het om diens dochtermerk Dodge van de Europese markt te halen. Dodge was een relatief kleine speler in Europa en kort op deze markt actief (sinds 2004). Om synergievoordelen te behalen wilde Fiat de Journey wel in Europa blijven verkopen, maar dan onder eigen label. Aangezien Fiat in Europa een bekendere naam is en veel meer dealers heeft, achtte Fiat de kans op succes vele malen groter.
Voordat Fiat de Journey als Freemont in Europa zou verkopen, besloot het een facelift door te voeren. De facelift omvatte met name het volledig vernieuwde interieur. De interieurs van de laatste modellen van het Chrysler-concern werden bekritiseerd vanwege de goedkope uitstraling. Met de facelift werd dat opgelost. Voorheen was het dashboard vrij hoekig, maar na de facelift werd het een stuk ronder, wat beter bij de traditie van de laatste Fiats paste. Ook werd de afstelling van het onderstel straffer gemaakt en daarmee aangepast op de Europese smaak. De Journey was leverbaar als 2.4 en als 2.7 V6 benzine en als 2.0 diesel, waarvan de laatste afkomstig is van Volkswagen. In de Freemont lagen een 3.6 V6 Pentastar en een 2.0 diesel van Fiat zelf. De laatste was met 140 en 170 pk leverbaar. De meeste wijzigingen golden overigens ook voor de Dodge Journey, die nog steeds verkocht wordt in Noord- en Zuid-Amerika.
|                                      |  |                                                        |
| Dodge Journey interieur pre-facelift |  | Fiat Freemont interieur (tevens post-facelift Journey) |

Fiat leverde elke Freemont standaard als zevenzitter, terwijl vierwielaandrijving optioneel was. De V6 had standaard een zestrapsautomaat, deze was optioneel op de 170 pk diesel.
Fiat Group Automobiles Netherlands, de Nederlandse Fiat importeur, besloot de Freemont niet in het Nederlandse programma op te nemen, omdat het model door het Nederlandse belastingstelsel niet competitief geprijsd kon worden. Daarnaast was het model niet verkrijgbaar met een viercilinder benzinemotor. Eind 2011 liet de importeur doorschemeren dat de Freemont misschien alsnog naar Nederland gehaald zou worden, omdat in 2012 de belastingregels aangepast zouden worden. Daardoor zou misschien de BPM, die bepaald wordt op basis van de CO2-uitstoot, lager uitvallen. Uiteindelijk zag Fiat toch af van import in Nederland.

## Motoren

### Benzine
- 3.6 V6 Pentastar - 280 pk

### Diesel
- 2.0 Multijet - 136 pk
- 2.0 Multijet - 164 pk

## Verkoopsucces
Bij de komst van de Freemont was men nog sceptisch over de kansen van het model in Europa, mede vanwege de Amerikaanse opzet van de wagen. In 2012 bleek echter dat het model het relatief goed deed. In het eerste kwartaal van 2012 had Fiat net geen 6.500 Freemonts weten te verkopen. In heel 2012 verwachtte Fiat er 30.000 te verkopen, het model verkocht volgens plan. Fiat moest zelfs aan Chrysler vragen om de productie te verhogen, om aan de vraag te kunnen blijven voldoen.